# Melittia propria
Melittia propria is een vlinder uit de familie wespvlinders (Sesiidae), onderfamilie Sesiinae.
Melittia propria is voor het eerst wetenschappelijk beschreven door Kallies & Arita in 2003. De soort komt voor in het Oriëntaals gebied.